# 행복한 교육
행복한 교육은 대한민국 교육부가 매월 발행하는 잡지이다. 교육에 관련한 소식과 정책, 교육 현장, 정보 등을 제공한다.
- 2024년부터 봄호, 여름호, 가을호, 겨울호 4계절에 따라 년 4회 발행하는 변경되었다.